# 裝幀

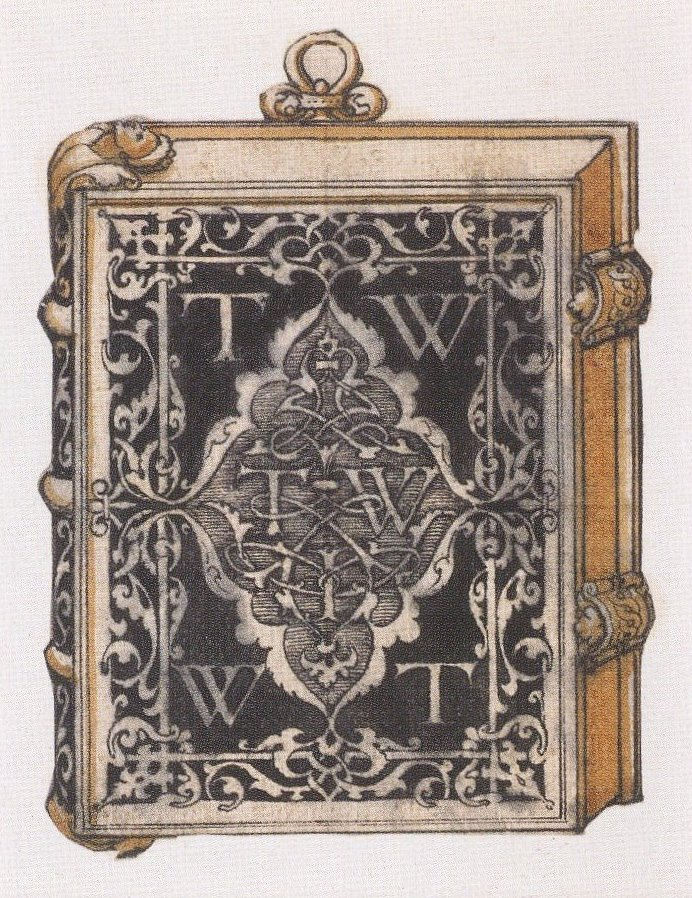
14世紀德國畫家小汉斯·霍尔拜因所寫的書籍設計指南《如何設計金屬制書籍封面》並提供裝訂珍本的方法

裝幀，即书籍设计，是将目录、风格、格式、设计以及书籍其他组成部分整合在一起构成整体的艺术。

## 书籍结构

### 前辅文
前辅文（英語：Front Matter），即正文前的书页，是书中的第一节，通常也是书中页数最少的部分。书页的页码通常采用小写罗马数字，每一页都计算在页码之内。特殊的是，空白页虽然具有页码，但印刷时不会在空白页上标记其页码。
前辅文中，序、致谢、引言之类的内容通常只出现在丛书的第一册，而目录、索引一类的内容可能会出现在每一册中。
下面的表的可能会对区分前辅文的不同类型有所帮助:
| 名称       | Voices         | 说明 |
| ---------- | -------------- | --- |
| 半题页     | 出版社         | 半题页位于书芯的正面、扉页的前面，是一个大部分都是空白的页面。与扉页不同的是，半题页仅包含标题而不包含副标题、作者、出版社等。有时也会包含一些小的装饰。有的书本的半题页可能完全空白。 |
| 卷首插图   | 作者、出版社   | 位于扉页对面的装饰性插图。 插图的内容可能是与书籍主题相关的图像或作者的肖像。在现在，“卷首插图”经常被诸如“作者的作品列表”、“系列题名”、“空白页”之类的内容所取代。 |
| 扉页       | 出版社         | 也叫书名页，记录了标题和作者的页面，可能还会记录出版商的标志以及出版年份等。 |
| 版权页     | 出版社、印刷厂 | 版本日期、版权、使用的翻译以及出版商或印刷商的名称和地址。它通常出现在现代书籍的扉页的背面（即：和扉页共用同一张纸的两面）。有时版权页也会被放到书后附属资料中。 |
| 题献       | 作者           | 常以「谨以此书献给/纪念某某」的形式出现。 一本书是否需要题献是由作者决定的，因此许多书籍并不包含题献。对于翻译的作品，有时题献也由译者所创作，此时会标明题献由翻译者所作。如果有题献，题献一般位于第v页。                                                                                        |
| 题词页     | 引用自他处     | 包含和正文相关却并非属于正文的引语——题词。题词的下一行标注着其出处，包括作者姓名和作品名称。题词页一般放在题献后的第vi页，如果没有题献，题词页一般位于第v页。 |
| 目录       | 出版社         | 章节标题和子标题及他们对应页码的列表。包含所有的前面列举的前辅文项，以及正文和书后结文中的章节。显示的子标题的层数应该被限制以便控制目录不要过长，理想的长度应该是一页或两页。目录在题献和题词页的后面。如果没有题献和题词页，则目录位于第v页。                                                  |
| 插图列表   | 出版社         | 一些书籍可能在目录后有插图列表。该列表会列出书本中出现的所有插图名称及其所在的页码。如果有多种不同插图（比如示例图、绘制图、地图等），则列表会按照不同插图类型分为不同的部分。这个列表有时也位于后辅文。                                                                                         |
| 表格列表   | 出版社         | 和插图列表类似，一些书籍可能在目录和插图列表后有表格列表。该列表会列出书本中出现的所有表格名称及其所在的页码。这个列表有时也位于后辅文。 |
| 序言       | 作者以外的某人 | 通常，前言中会描述前言作者和作者之间的交流、本书引发的个人反应或者描述本书的意义或价值。作品后续版本的前言通常描述了该作品的历史背景，并解释了当前版本与以前版本的不同之处。有时后续版本的前言部分也会包含先前版本的前言。                                                                       |
| 前言       | 作者           | 前言通常包含作者的写作原因、写作过程（用于帮助读者理解写作思路）和简要致谢。这一部分通常会包含为书籍多个版本写的前言，其中较新版本的前言放在较旧版本的前面。 |
| 致谢       | 作者           | 如果致谢部分的篇幅较长，有时会把致谢和前言分离。此时，致谢有时不位于前页、而是位于正文和后辅文之间。致谢页记录那些为本书的创作做出贡献的人。 |
| 缩写词列表 | 作者           | 如果书中使用了大量的缩写词或缩写符号（尤其数学书籍），有时会在书中加入缩写词列表。缩写词列表应当位于第一个缩写词之前——如果缩写词在正文中有出现，则缩写词列表会位于前辅文；如果缩写词仅在后辅文中出现，则缩写词列表也可以位于附录、尾注或参考文献之前的位置。目录中必须列出缩写词列表所在的位置。 |

### 正文

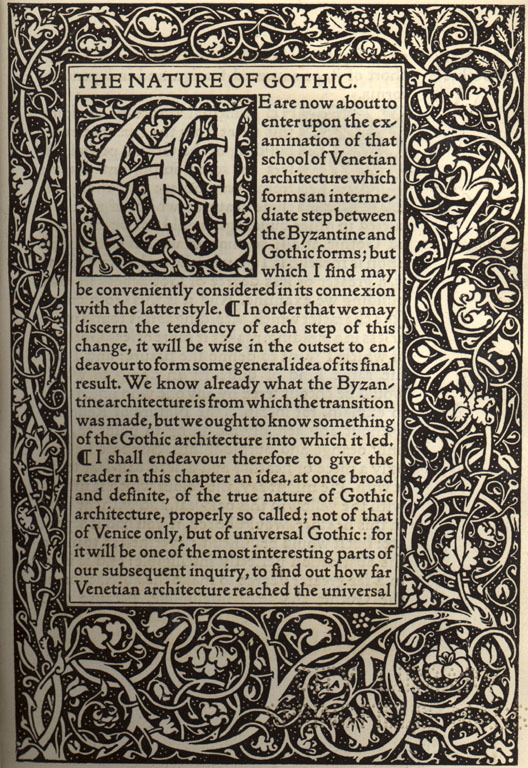
Kelmscott Press印刷的一本书中，开头页的首字被放大。

一部作品的正文通常会被分为多个部分，以下解释各种“部分”的区别。
- 卷与书本
有的作品被作者分为几卷。在非学术消费市场中，大部分的作品只有一卷。
一卷可以是一本书的一部分、可以是一本书、也可以包含多本书。比如《指环王》被分为三卷，而每卷又包含两本书。
- 章与节
一卷或者一本书可以被分为多个章节。当章与节同时用在作品中时，节包含在章中。
章和节都可能有其标题。[3]
在教材中，“章”有时会被称为“单元”。
- 模块
有些书中，章节会被组合成更大的“模块”。有时，各个章节的编号会在每个模块的开头重新开始。

一本书中，其正文文本的第一页被称为“开首版面”。开首版面通常包含特殊的设计特征，比如“首字放大”等。阿拉伯数字的编号一般从开首版面开始，即开首版面被记为第1页，但是如果书本以一个章节标题页开始，那么章节标题页会被记为第1页。和前辅文一样，空白页虽然具有页码，但印刷时不会在空白页上标记其页码。在对开页、仅包含插图或表格的页面上也通常会省略页码。
比如：
- 《魔戒》有三个部分，每个部分为一卷，每一卷包含两本书，而每本书又包含很多章。

### 后辅文
后辅文一般延续正文的阿拉伯数字页码。它可能会包含以下内容：
| 名称         | Voices | 说明 |
| ------------ | ------ | --- |
| 附录         | 作者   | 包含对读者进一步理解作品内容有帮助的内容。有时附录并不会被放在书中，而是放在出版社的网页上。                                                                                                 |
| 尾注         | 作者   | 对每一个章节的注释。一般位于附录后、参考资料列表前。对于多名作者合著的书而言，尾注应放在正文每一章的末尾处。                                                                                 |
| 参考文献列表 | 作者   | 列出创作书籍是使用的参考文献。 |
| 索引         | 出版商 | 把书中的重要名词名称罗列出来，并给出它们相应的页码，方便读者快速查找该名词的定义和含义。在文学书籍以外的其他书籍中常见。                                                                     |
| 勘误         | 出版商 | 在发行前、图书排版校对完成、无法再做修正时，如果发现文中出现错误，则可以在末尾添加勘误表。勘误表也可以位于前辅文后、正文前的页面。如果修正后的内容恰好不必调整排版，则勘误表应当印在贴纸上。 |

## 東亞地區的裝幀
歷史上東亞地區的書籍形制，常常受到古代中國的影響，但各地也可能出現各地自行發展或參考古代中國的裝幀形式。

##### 古代中國的裝幀
古代中國的裝幀，最早是以竹木與繩為書寫材料的簡牘以及以布帛為書寫材料的的帛書。直到紙的發明與流行後，才出現了參考簡牘與帛書形制的卷軸裝。此後，又發展出龍鱗裝、旋風裝、經摺裝、蝴蝶裝、包背裝、線裝等等。

## 参阅
- 页面构成原理
- 出版说明
- 活版印刷
- 页码
- 出版物
- Galley proof
- Walter Hamady
- 视觉设计

## 备注
1. ↑  与半扉页和扉页类似，章节标题页只包含章节的标题和一些图案装饰。有时也会包含副标题和其下属章节的标题。比如《数学 必修2》（人民教育出版社 ISBN 978-7-107-17706-4）的第一页，就是带有装饰、章的标题、节的标题的对开页。

## 延伸阅读
- Hendel, Richard, On Book Design, Yale University Press (1998) ISBN 0-300-07570-7.
- Hochuli, Jost, and Robin Kinross, Designing Books: Practice and Theory, Hyphen Press (1996) ISBN 0-907259-08-1.
- Bruno, Michael H., Pocket Pal: The Handy Little Book of Graphic Arts Production, 19th Edition, Graphic Arts Technical Foundation (2004) ISBN 0-88362-488-5.
- Lee, Marshal, Bookmaking: Editing, Design, Production, Third Edition, W. W. Norton and Company (2004) ISBN 0-393-73018-2.
- University of Chicago Press, The Chicago Manual of Style, 15th ed. (Chicago: 2003) ISBN 0226104036 (hardcover); ISBN 0226104052 (hardcover with CD-ROM):  ISBN 0226104044 (CD-ROM).
- University of Chicago Press, The Chicago Manual of Style, 15th ed., Online ed. (Chicago: Released September 29.)